# Alex Haley
Alex Haley (születési nevén Alexander Murray Palmer Haley) (Ithaca, New York, 1921. augusztus 11. – Seattle, Washington, 1992. február 10.) afroamerikai író.

## Pályafutása
Különféle folyóiratoknál dolgozott újságíróként. Hírnevét a Gyökerek (Roots) (magyarul 1979) című családtörténeti regényének köszönheti.

## Művei
- Gyökerek: 1976. - az első angol nyelvű kiadás száma: ISBN 0-385-03787-2,
- The Autobiography of Malcolm X (életrajz): 1965.
- Királynő: Egy amerikai család története (D. Stevensszel, regény, 1993)- magyarul 1994

## Magyarul
- Malcolm X.: Önéletrajz; közrem. Alex Haley, ford. Bart István, Hernádi Miklós, bev. Sükösd Mihály; Európa, Bp., 1969
- Gyökerek - Dokumentumregény; ford. Falvay Mihály, utószó Szuhay-Havas Ervin; Európa, Bp., 1979
- Csendes éj; ford. Tótisz András; Új Esély, Bp., 1994
- Gyökerek, 1-2.; ford. Tótisz András; Új Esély, Bp., 1994
- Alex Haley–David Stevens: Királynő. Egy amerikai család története, 1-2.; ford. Tótisz András; Új Esély, Bp., 1994
- Erőleves a dolgozó léleknek. 101 munkahelyi történet bátorságról, együttérzésről és kreativitásról; vál. Jack Canfield et al., Alex Haley és még sok más szerző írásaival, ford. Meskó Krisztina; Bagolyvár, Bp., 2001

## Sikerei, díjai
Könyve sikerének elismeréséül Pulitzer-díjjal jutalmazták, és világhírű tv-filmsorozat is készült belőle.